# تشو شيجيان
تشو شيجيان (بالصينية: 褚时健) ‏ (1 فبراير 1928 - 5 مارس 2019 في يوشى) رائد أعمال من جمهورية الصين.